# 福岡市立筑紫丘中学校
福岡市立筑紫丘中学校（ふくおかしりつちくしがおかちゅうがっこう）は、福岡県福岡市にある公立中学校である。

## 沿革
- 1952年（昭和27 年） - 福岡市南部、野間・若久校区に住宅急増、分校設立の要望起こる
- 1957年（昭和32年） - 福岡市立高宮中学校筑紫丘分校と改称。第1回入学式(9学級、生徒数382人、職員数15名)5月、福岡市立筑紫丘中学校創立。
- 1977年（昭和52 年）- 新設校準備委員会(長丘中)
- 1978年（昭和53 年）-  旧木造校舎全解体完了 (3棟西半棟・2棟全)防音鉄筋新校舎 (2棟) 竣工

## 校訓
厳　きびしさ
剛　たくましさ
愛　あたたかさ
「自ら学び、心豊かに逞しく生きる筑中生の育成」

## 進学前小学校
- 筑紫丘小学校
- 東若久小学校

## 交通
- 西鉄電車「大橋」駅　下車徒歩約20分

- 西鉄バス「神田町」停留所下車徒歩約7分

- お車の場合　野間四つ角交差点から約10分